# リバーズ・エンド
『リバーズ・エンド』は橋本紡/著、高野音彦/イラストのライトノベル。「スクール」と呼ばれる閉鎖空間での主人公の瀬川拓己とメインヒロインの藤木唯のラブストーリーがメインに描かれている。電撃文庫（メディアワークス）から2001年12月から2003年7月まで本編が全5巻刊行された後、第5巻から1年後の主人公達を描いた『リバーズ・エンド after days』が2004年6月に発売された。

## あらすじ
突然拓己の携帯に届いたメールから唯との交際は始まった。拓己は、このような生活が続けば良いと願っていたが、そう長くは続かなかった。身の回りで起こる不可思議な現象。唯と出逢ったその日から、拓己の日常は確実に変わり始める…。

## 登場人物

### 主な登場人物
瀬川拓己 （せがわ ひろき）
主人公。性格は大人しい。自身の考えよりも親の考えに従ってしまう。
藤木唯に恋心を寄せている。
伊地知や柚木からは『デウス・エクス・マキナ』（機械仕掛けの神）とも呼ばれており、バグスとの戦いにおけるキーパーソンであるようだ。
藤木唯 （ふじき ゆい）
メインヒロイン。自分の未来を知っていながらも優しい笑顔を見せる強さがある。
瀬川拓己に恋心を抱いていた。
一巻のラストで出血多量により、脳細胞が破壊され死亡するも、四巻のラストで脳細胞の修復が完了し、覚醒する。
しかし、脳細胞が破壊されたことで、それまでの思い出や言語をはじめとする全ての知識を失い、覚醒したばかりの頃は赤ん坊のようで、喋ることすらできなかった。
拓己が一年がかりで言葉や文字を教えた結果、after daysでは、話すことができるようになり、年相応の(15歳)思考を覗かせるまでになった。
柚木曰く「脳細胞を修復される際に、以前の唯が持っていた脳細胞の一部がコピーされた可能性がある」ため、仕草などが以前の唯と似ている。しかし、記憶が戻ることは絶対にないとのこと。
拓己のことを慕っており、彼のことを「拓くん」と呼ぶ。(この呼び方も以前の唯から受け継いだものと思われる)
紺野七海 （こんの ななみ）
スクールの生徒。二巻以降のヒロイン的存在。
家族との問題に苦しみ、リストカットしていたところを親に見つかり、スクールに入れられた。
七海のリストカットを知っても、七海から目を背けず、その痛みを理解しようとした瀬川拓己に片思いしている。
二ノ宮直人 （にのみや なおと）
スクールの生徒。最初は拓己を敵視していた。
病気の妹の事を常に気にかけている。そのことも含め、唯に対して特別な感情を抱いていた。
しかし、遥の「人間ではない」ことからくる苦しみを知ったあたりから、遥へ好意を抱くようになり、after daysでは遥に銀のネックレスを贈る。
茂とは親友で、スクールを出てからも、ときどき連絡をとっている。
八坂茂 （やさか しげる）
スクールの生徒。弥生と両思いで、密かに夜の教室で会っている。
幼馴染みを見殺しにした経験があり、スクール内でもそれを悔やんで送り火をする。
五島孝弘 （ごとう たかひろ）
スクールの生徒。弥生のことが好き。
常に呑気なため、仲間達から呆れられる事がよくある。
四方弥生 （しかた やよい）
スクールの生徒。孝弘に想われているのを知っているが、本人は茂のことが好き。
スクールに来る以前は友達と呼べる人間がほとんどいなかった。
母親は男性を無節操に好きになってしまう性格で、自分も母親と同じになってしまうのではないかと恐怖している。
十條遙 （じゅうじょう はるか）
スクールの生徒。SIFMAの実験のために伊地知達に造られた。現在2歳(ただし外見は拓己たちとほぼ同じくらいの年)。
自分はできそこないの人形だと考えており、人間になりたいと願っている。
伊地知響子 （いじち きょうこ）
主査と呼ばれる女性。常に冷静で、感情をほとんど顔に出さない。
柚木阿子 （ゆずき あこ）
SIFMAの研究者・柚木三郎の娘。
伊地知とは正反対で、感情がすぐ顔に出る。生徒達に同情している面がある。

### その他の登場人物
三村有香（みむら ゆか）
拓己のクラスメイトで良太の恋人。自称「拓己の保護者」。気の強い性格で男っぽい。
大島良太（おおしま りょうた）
拓己の友達でありクラスメイト。サッカー部のフォワードだったが、中学1年の夏に膝を壊し退部。有香の恋人。
内藤（ないとう）
拓己のクラスメイト。勉強しているという雰囲気を漂わせているが、成績は中くらい。志望校が同じであるため拓己を目の敵にしている。
芝原（しばはら）
拓己のクラスの担任。口が悪く生徒の人気は少ない。
沢野（さわの）
伊地知から唯を殺すようにと雇われた男。身長187cm、体重100kg以上で頑強な身体つき。妻の名は恭子、娘の名は綾。
六川豊
井高弓子
遠藤さおり
戸田
酒井
二ノ宮千佳

## 設定
SIFMA（シフマ）
十二年前、日本の情報衛星「あかつき」が受信した信号。その信号の中には、十二年間分の通信技術の進歩・社会情勢の変化などの情報が含まれており、全て的中したため、研究機関が本格的な調査を行ったところ、400年後の火星から送信されている事が判明した。その後、「バグス」に対抗するための情報が送信されたが、完全な状態で受信されているわけではないので、重要な情報は何回か繰り返し送信されている。中でも拓己と唯の情報は最重要の情報だったらしく、確認されているだけで十七回も送信されている。
バグス
今から400年後に異世界から来て、人類に対し侵略を行った種族。色は白く、常に形を変化させているが、最終的にはヒトデのような形になる事が多い。表面は陶器のような光沢があり、大きさはさまざまで、空中に浮遊している。侵略は二度にわたって行われ、最初の戦いで人類は多大な損害を被りながらもバグスを撃退し、人類よりも遙かに進んだバグスの科学技術を徹底的に吸収した。元々人類のほうが進化するスピードは速かったので、バグスに対抗できる戦艦を作る事が最初の侵略後に可能となった。二度目の戦いは人類の敗北により終わり、地球にいた人類は絶滅した。バグスの技術によって作り上げた艦隊を敵本拠地に向けて発進させた直後、敵側の侵攻艦隊が地球に到着してしまったためである。バグスの生態系は蟻や蜂と同じで、一匹の巨大な女王のみを戴く事で種として成り立っており、女王を殺せばバグス全てを殺すこととなる。

## 既刊一覧
- 橋本紡（著）・高野音彦（イラスト）、アスキー・メディアワークス〈電撃文庫〉、全6巻
  - 『リバーズ・エンド』、2001年12月10日発売[1]、ISBN 4-8402-1997-4
  - 『リバーズ・エンド2 slash the heart』、2002年5月10日発売[2]、ISBN 4-8402-2096-4
  - 『リバーズ・エンド3 free the birds』、2002年9月10日発売[3]、ISBN 4-8402-2175-8
  - 『リバーズ・エンド4 over the distance』、2003年2月10日発売[4]、ISBN 4-8402-2272-X
  - 『リバーズ・エンド5 change the world』、2003年7月10日発売[5]、ISBN 4-8402-2404-8
  - 『リバーズ・エンド after days』、2004年6月10日発売[6]、ISBN 4-8402-2684-9

### 番外編
紺野七海、四方弥生、十條遙、藤木唯の4人をメイド喫茶などの店員にした「りばあずえんど　めいどきっさばんざい」という番外編（パロディ？）がある。『電撃ヴんこ』初出、『リバーズ・エンド after days』に口絵として、及び『高野音彦画集』（テキストは英文）に収録されている。